# Never Let Me Go (pel·lícula de 1953)
 Never Let Me Go és una pel·lícula britànica de Delmer Daves estrenada el 1953.

## Argument
A Moscou, el periodista Philip Sutherland està enamorat de Marya, una ballarina. Ell i el locutor de ràdio Steve Quillan van a veure-la actuar a El llac dels cignes de Txaikovski amb al Teatre Bolxoi. Philip complagut s'assabenta que Marya desitja casar-se amb ell i acompanyar-lo a casa seva a San Francisco.
Es casen a l'ambaixada dels Estats Units, on se'ls adverteix que obtenir un visat de sortida és sovint bastant difícil. En la seva lluna de mel, coneixen Christopher Denny, un anglès casat amb una bona amiga de Marya, Svetlana, que està embarassada. Però quan és vist fent fotografies innocents, Denny és detingut i desterrat de Rússia.
Svetlana té el fill a l'apartament de Philip i Marya. S'intensifiquen les tensions de la guerra freda i quan els Sutherlands intenten marxar, Marya és detinguda. Philip vola a casa sol i és incapaç d'aconseguir un permís per retornar.

## Repartiment
- Clark Gable: Philip Sutherland
- Gene Tierney: Marya Lamarkina
- Bernard Miles: Joe Brooks
- Richard Haydn: Christopher Wellington St. John Denny
- Belita: Valentina Alexandrovna
- Kenneth More: Steve Quillan
- Karel Stepanek: Comissari
- Theodore Bikel: Tinent
- Anna Valentina: Svetlana Mikhailovna
- Frederick Valk: Kuragin
- Peter Illing: N.K.V.D. Man
- Robert Henderson: Ambaixador estatunidenc
- Stanley Maxted: John Barnes
- Meinhart Maur: Lemkov
- Alexis Chesnakov: General Zhdanov
- Anton Diffring (no surt als crèdits): Un empleat de l'hotel

## Al voltant de la pel·lícula
| «                       | L'autor de Passatgers de la nit és hàbil per emocionar-nos; malgrat les rialles, no veig res de molt extravagant aquí, res que no se sàpiga ja si s'han vist algunes pel·lícules russes… Gene Tierney tan rus com tota la família Pitoëff reunida, ens faria desitjar anar a buscar les nostres dones futures a terra russa | » |
| — Robert Lachenay, 1954 | |   |